# Okayama

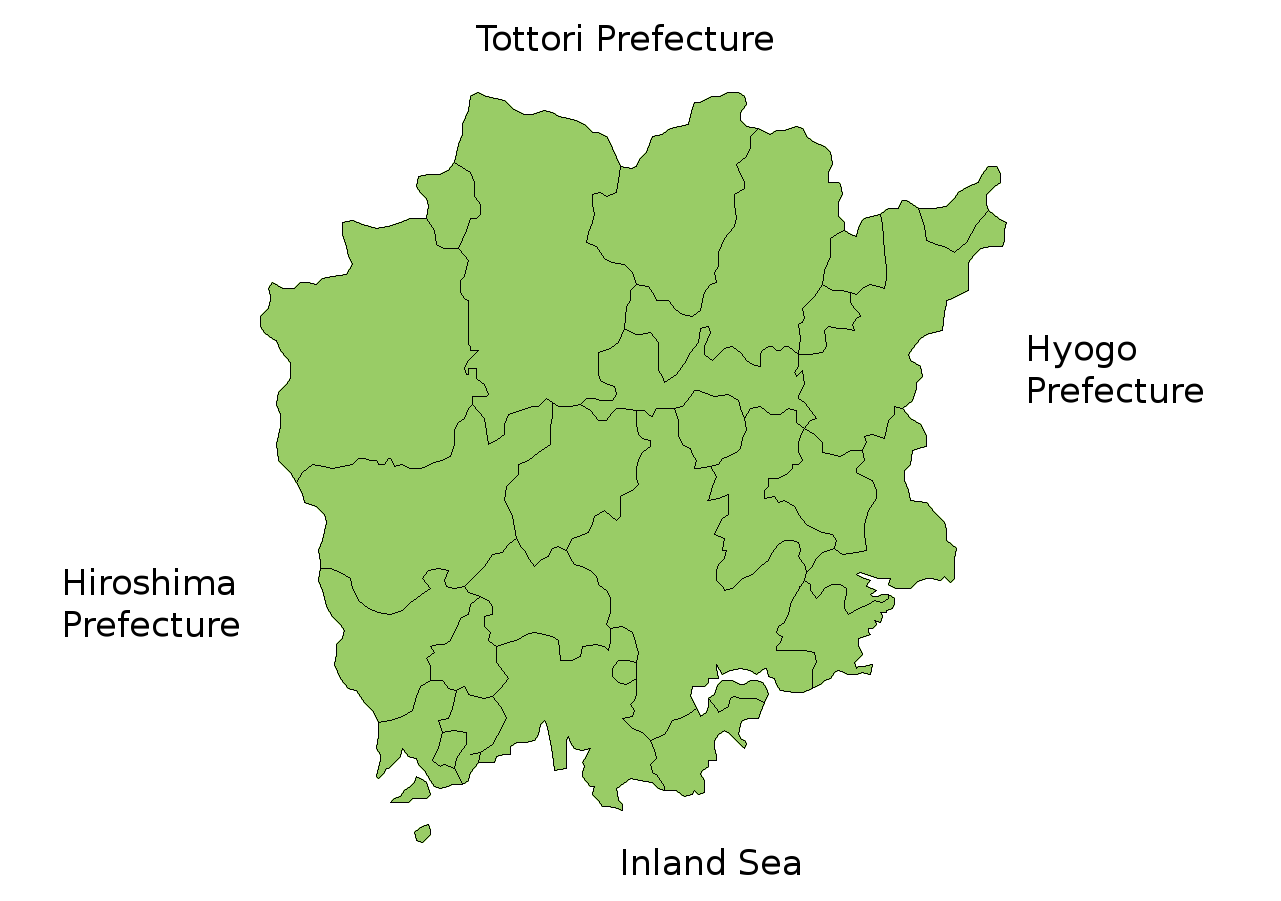
Mapa de Okayama

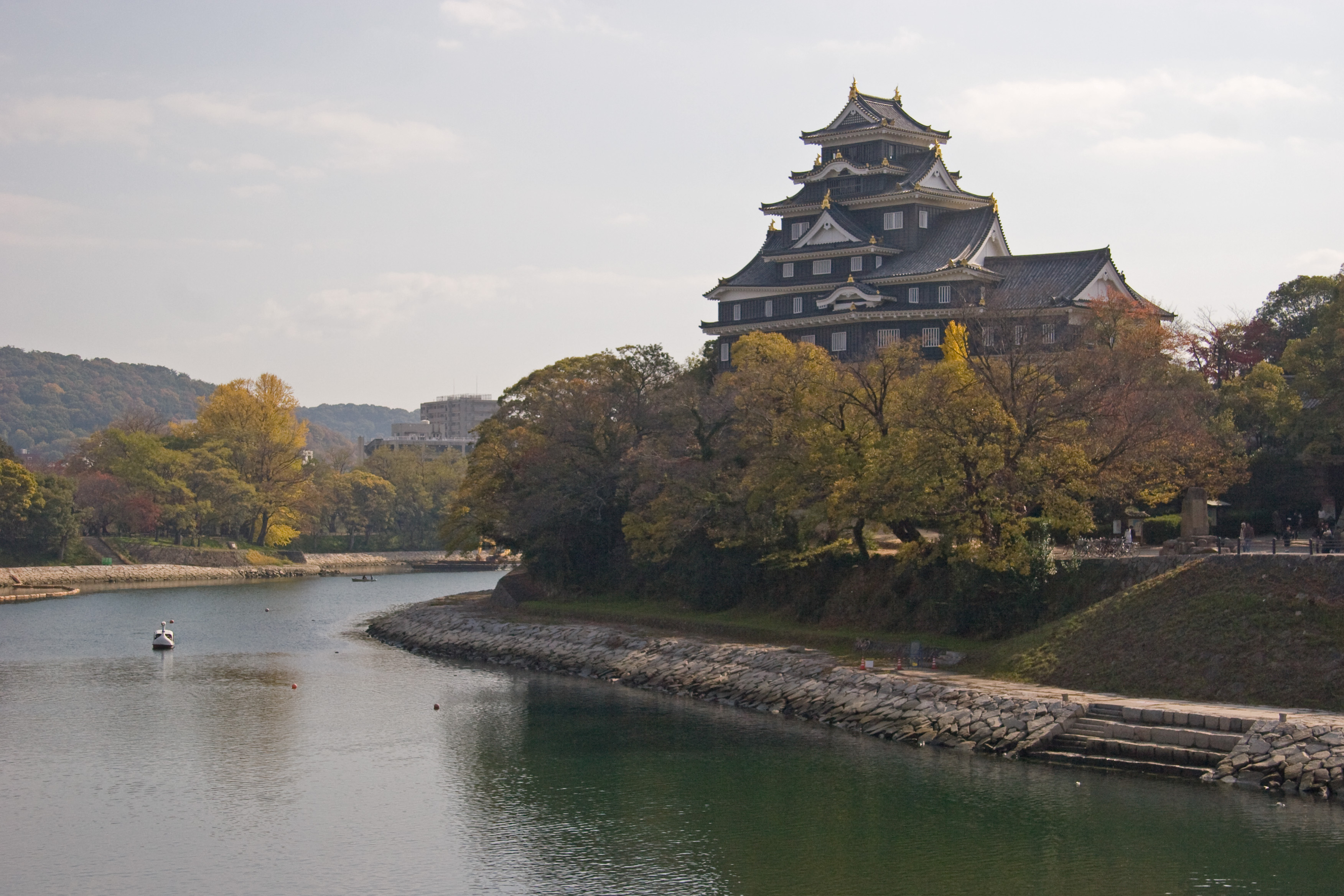
Castelo de Okayama

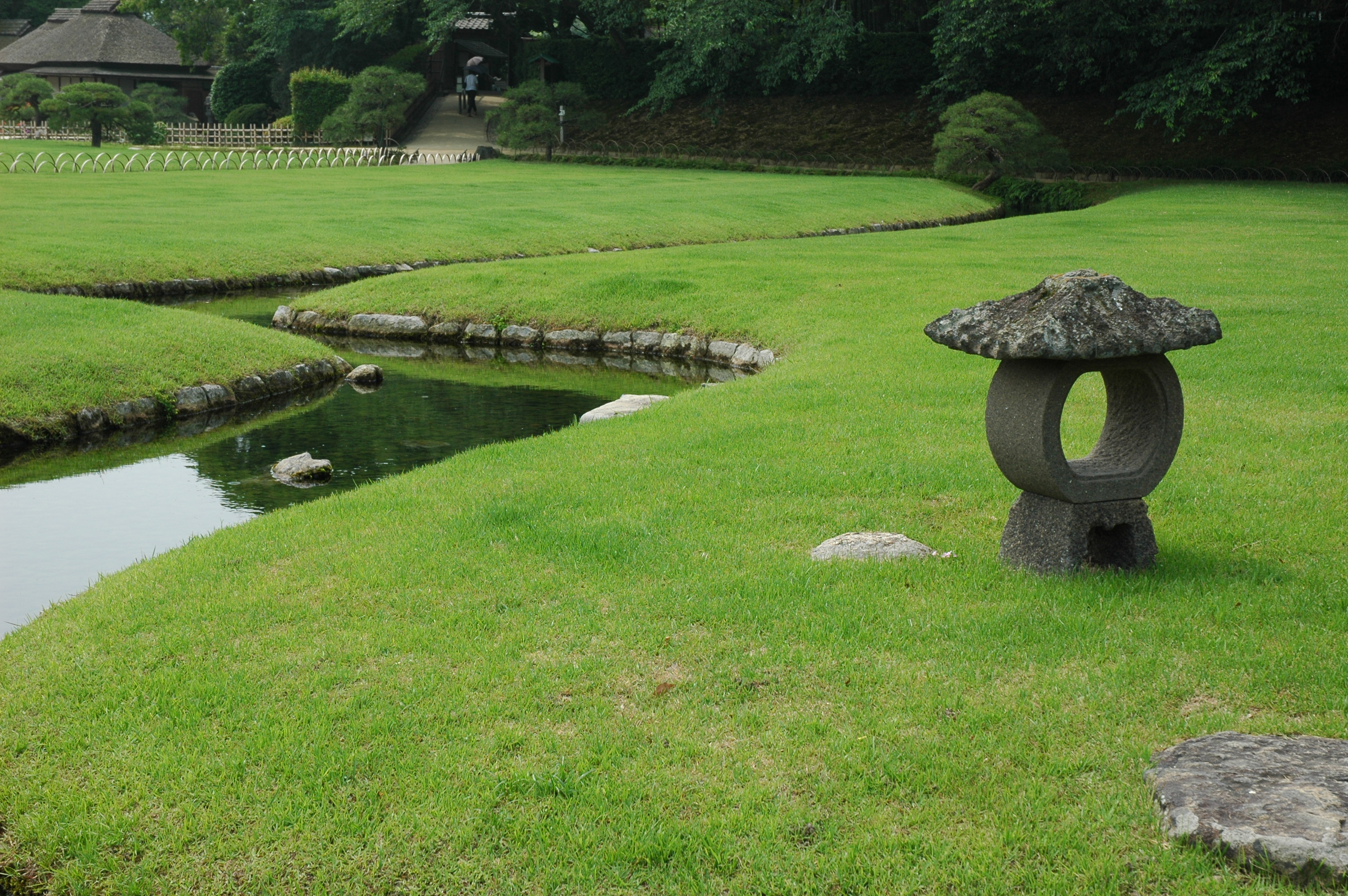
Parque Korakuen

Okayama (prefeitura) (岡山県, Okayama-ken) é uma prefeitura do Japão localizada na região Chūgoku na  ma principal de Honshu. A capital é a cidade de Okayama.

## História
Durante a Restauração Meiji, a região da província de Okayama era conhecida como Províncias de Bitchū, Bizen e Mimasaka.

## Geografia
A província de Okayama faz fronteira com as províncias de Hyogo, Tottori e Hiroshima por terra.  A província também é banhada pelo Mar Interior de Seto, onde fica a Ponte de Seto, de 9,4Km de extensão ligando a ilha principal (Honshu) à província de Kagawa na região de Shikoku e inclui 90 ilhas no mar. A província abriga a histórica cidade de Kurashiki. A maioria da população concentra-se em Kurashiki e Okayama. As pequenas vilas na região montanhosa no norte estão envelhecendo e sua população está diminuindo. Mais da metade dos municípios estão oficialmente com crescimento vegetativo negativo.

## Economia
Considerada um dos mais importantes centros comerciais, industriais e culturais da região de Chugoku.

## Demografia
A maioria da população fica concentrada em três cidades principais: Tsuyama, na parte norte da província e Kurashiki e Okayama na parte sul.

## Cultura
Okayama no passado foi um local de intensa atividade cultural e intelectual.
Foi também no que hoje é a cidade de Mimasaka onde nasceu aquele que muitos consideram como o maior samurai de todos os tempos, Miyamoto Musashi.

## Curiosidades
- Nagi é a cidade natal de Seishi Kishimoto, criador de 666 Satan e Masashi Kishimoto, criador de Naruto.

## Turismo
Okayama possui vários pontos turísticos entre eles podemos citar:
- Parque Washuzan Highland：　É um parque de diversões com diversas atrações típicas do Brasil, entre comidas típicas, samba, sucos naturais, além dos brinquedos como montanha russa e roda gigante.
- Parque Kakuzan: Localizado na cidade de Tsuyama, na verdade atualmente consiste apenas nas fundações do templo de Kakuzan, desmontado durante a Segunda Guerra Mundial com o intuito de evitar que os aviões americanos bombardeassem a região pensando que o local seria um depósito de armas.  Durante o mês de abril, onde em todo o Japão comemora-se o Hanami, típica festividade japonesa, o local fica coberto pelas flores de cerejeira.
- Korakuen: Considerada um dos três mais belos Jardins do Japão. A natureza serena e o Castelo de Okayama ao fundo formam um cenário harmonioso, tipicamente japonês.
- Sogenji: É um dos maiores Templos Zen da região. Seu Jardim refinado e o Pavilhão para Cerimônia do Chá são seus destaques.
- Kurashiki: Na época feudal foi um dos principais centros de comércio. Atualmente é um importante centro cultural.
- Galeria Oohara: Fundado em 1930, foi a primeira e a maior Galeria de Arte Ocidental no Japão.
- Ponte de Seto: Ponte Rodoferroviária que liga Honshu a Shikoku com 9,4 km de extensão.

## Cidades
Em negrito, a capital da prefeitura
- Akaiwa
- Bizen
- Ibara
- Kasaoka
- Kurashiki
- Maniwa
- Mimasaka
- Niimi
- Okayama
- Setouchi
- Soja
- Takahashi
- Tamano
- Tsuyama

## Distritos
Cidades e vilas por distrito:
| - Distrito de Aida Nishiawakura - Distrito de Akaiwaǂ Setoǂ - Distrito de Asakuchi Satosho - Distrito de Kaga Kibichuo | - Distrito de Katsuta Nagi Shoo - Distrito de Kume Kumenan Misaki - Distrito de Maniwa Shinjo - Distrito de Mitsu Takebe | - Distrito de Oda Yakage - Distrito de Tomata Kagamino - Distrito de Tsukubo Hayashima - Distrito de Wake Wake |